# Regimentul 14 Obuziere
Regimentul 14 Obuziere a fost o unitate de infanterie, de nivel tactic, din Armata României, care a participat la acțiunile militare postbelice, din perioada 1918-1920, fiind formată din Divizionul 1 și Divizionul 2. Regimentul a făcut parte din compunerea de luptă a Diviziei 2 Infanterie, comandată de generalul Jitianu I.. :p. 332-333

## Compunerea de luptă
În perioada campaniei din 1919, regimentul a avut următoarea compunere de luptă::p.332-333
- Regimentul 14 Obuziere

- Divizionul 1 - comandant:  locotenent -colonel Stoenescu N.
- Bateria 1- căpitan Dumitrescu Anton
- Bateria 2- locotenent Ostroveanu Șt. 
- Divizionul 2 - comandant: maior  Chiciu D.
- Bateria 3- căpitan Pomponiu Romeo
- Bateria 4- locotenent  Popescu Constantin

## Participarea la operații

### Campania anului 1919
În cadrul acțiunilor militare postbelice,  Regimentul 14 Obuziere a participat la acțiunile militare în dispozitivul de luptă al Diviziei 2 Infanterie, participând la Operația ofensivă la vest de Tisa..:p.332-333

## Comandanți
- Colonel Paplica Pompiliu